# Giovanni Bertone
Giovanni Bertone, född 1884, död 1972, var grundare av det Italienska företaget Carrozzeria Bertone. 
Giovanni Bertone arbetade med att reparera hästvagnar på landsbygden i Piemonte när han var ung, men flyttade till Turin 1907 där han fick jobb hos Diatto som vid den tiden byggde järnvägsmateriel och en och annan bil. Fem år senare, 1912, startade han Bertone.